# Kaljeva peć
Kaljeva peć je sobna peć na kruta goriva zidana od kaljeva (pećnjaka), to jest opeka različita oblika, najčešće izrađenih od majolike, pocakljenih (glazura) samo s vanjske strane. Razvila se iz glinenih peći u drugoj polovici 14. i u 15. stoljeću.  Kaljevi ukrašeni visokim reljefima, figurativnim i alegorijskim prizorima vrijedni su primjerci arhitekture i umjetničkog obrta, a takve peći obično zauzimaju najvažnije mjesto u prostoriji.

## Peći s velikom akumulacijom topline ili kaljeve peći
Kaljeve peći se grade od posebnih keramičkih pločica i šamotnih opeka (odnosno ploča) u oblicima koji su prilagođeni različitim uvjetima i zahtjevima. Značajka je ovih peći da su stvaranje topline i odavanje topline vremenski pomaknuti. Dnevno se jedanput ili dva puta naloži ložište gorivom, koje će razmjerno u kratkom vremenu izgorjeti. Pri tome će se oslobođena toplina izgaranja upija (akumulirati) u zidovima peći. S povišenjem površinske temperature peći počinje postepeno odavanje topline zraku prostorije. Trajanja odavanja topline ovisi o debljini akumulacijske mase i veličini vanjske površine peći. Zbog velike mase koja sudjeluje pri izmjeni topline nije moguće s ovim pećima brzo ugrijati prostoriju, a niti su podesne za brzu regulaciju odavanja topline. 
Kao gorivo obično se upotrebljava drvo, no ponekad se može ložiti smeđim ugljenom i lignitom. Prijelazom na loženje ugljenom mijenja se i unutrašnja konstrukcija peći. Prostor za izgaranje se povisuje, a radi potpunog izgaranja ugrađuju se posebni kanali za dovod dodatnog (sekundarnog) zraka. Određivanje veličine peći izvodi se na osnovi proračuna potrebne topline za pojedine prostorije. Odavanje topline peći uzima se, već prema debljini zidova, pri normalnoj izvedbi od 0,5 do 0,7 kW/m2, a za posebne (specijalne) izvedbe s cirkulacijom zraka od 0,9 do 1,8 kW/m2. Stupanj iskoristivosti je pri dobrim izvedbama od 60 do 70%. 
Za veće dvorane i predavaonice uspješno se upotrebljavaju akumulacijske peći s ugrađenom peći od željeza za stalno (kontinuirano) grijanje. Te željezne peći ugrađuju se unutar šamotne oplate tako da se omogući strujanje zraka iz prostorije u međuprostoru između željezne peći i oplate. Zrak se pri prolazu pored vrućih željeznih površina ugrije i topao vrati u prostoriju. Zbog stalne cirkulacije zraka ubrzava se zagrijavanje prostorije, a raspodjela temperature je jednakomjernija. Plinovi izgaranja provode se kroz posebne uzlazne i silazne kanale smještene pored vanjskih površina kako bi ugrijali akumulacijske zidove i keramičke pločice. U većim pećima obično se loži i poslužuje iz hodnika.